# Бедіча
Бедіча (рум. Bădicea) — село у повіті Арджеш в Румунії. Входить до складу комуни Ведя.
Село розташоване на відстані 116 км на захід від Бухареста, 17 км на південний захід від Пітешть, 84 км на північний схід від Крайови, 123 км на південний захід від Брашова.

## Населення
За даними перепису населення 2002 року у селі проживали 157 осіб, усі — румуни. Усі жителі села рідною мовою назвали румунську.